# Thorey
Thorey är en kommun i departementet Yonne i regionen Bourgogne-Franche-Comté i norra Frankrike. Kommunen ligger i kantonen Cruzy-le-Châtel som tillhör arrondissementet Avallon. År 2022 hade Thorey 43 invånare.

## Befolkningsutveckling
Antalet invånare i kommunen Thorey
| Referens: INSEE |